# 오리건 대학교
오리건 대학교(The University of Oregon)는 미국의 오리건주 유진 시에 위치한 연구중심 주립 대학이다. 주내에서 두 번째로 오래된 대학으로서 오리건대학교는 1876년 설립되었다. 오리건 대학교는 미국대학협회의 60 대학중에 속한다. 고등 교육을 위한 카네기 재단 오리건 대학을 높은 연구 활동의 대학교로 분류한다. 마이클 H. 쉴 (Michael H. Schill)은 현재 대학의 총장이다. 오리건 대학교는 독립 비영리 기관인 UO재단에서 자금 지원을 받는다.

## 역사
오리건 주정부는 자금난에도 불구하고 1872년 10월 12일 대학을 설립하였다. 당시 유진시의 주민들은 대학 재정을 지원하기 위해 여러 가지 모금운동을 벌였었다. 1876년 디디 홀을 유일한 대학 건물로 삼아 문을 연 대학은, 1878년 대학 첫 졸업자 5명을 배출했다. 1881년 8000달러 상당의 빚에 거의 문을 닫을뻔 했다가 헨리 빌라드의 지원으로 빚을 청산했다.
프린스 루시엔 캠벨이 총장이었던 1902년부터 1925년까지, 대학은 처음의 난제에도 불구하고 상당한 성장을 이뤄냈다. 1902년 음대, 1910년 교육대, 1914년 건축예술대, 1914년 경영대, 1915년 법대, 1916년 언론대 등 상당수의 대학/대학원들이 이 시기에 설립되었다. 그러나 공학대학원을 오리건 주립대에 잃기도 했다.

## 캠퍼스

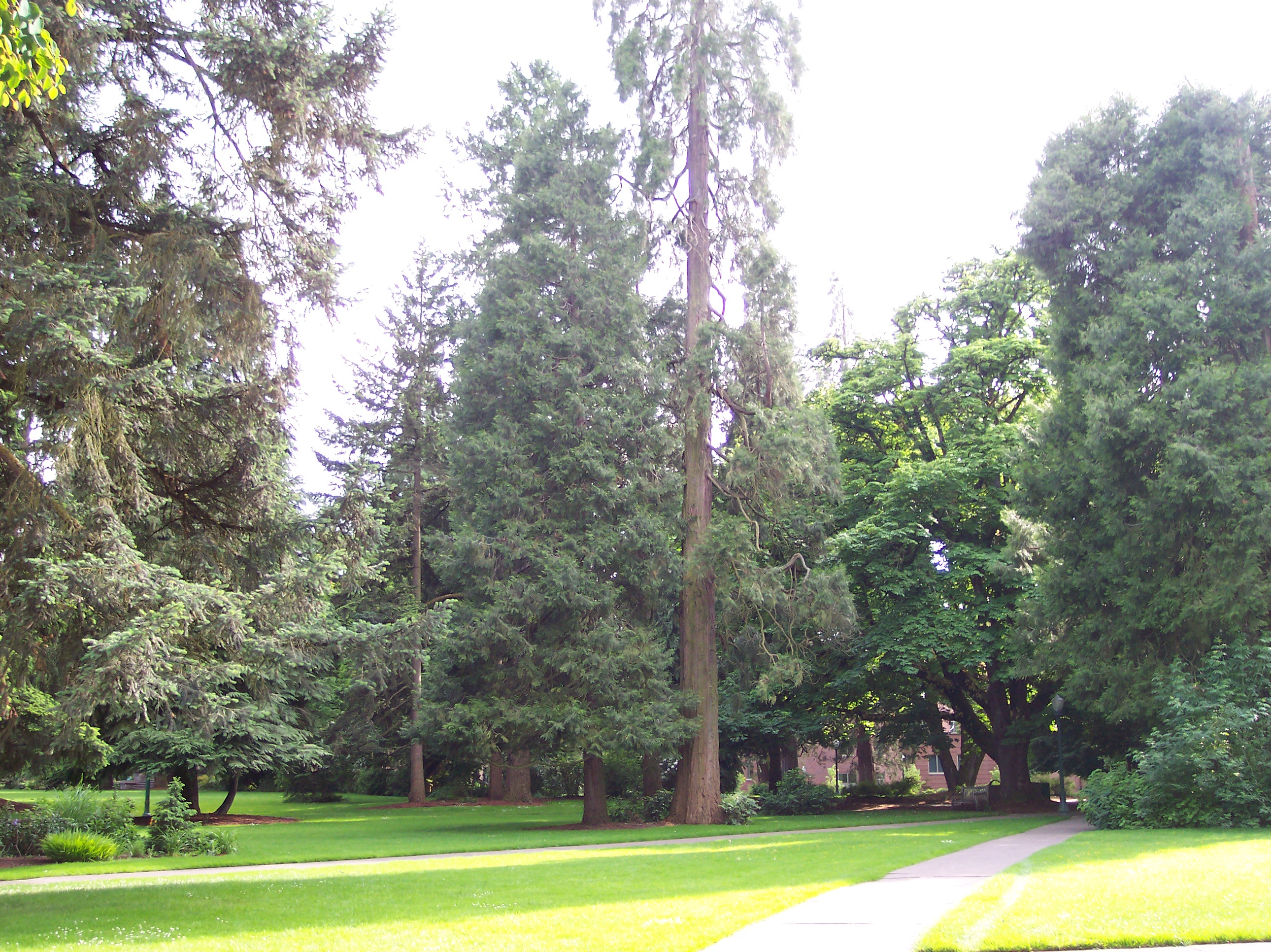
캠퍼스의 나무들

유진시에 위치한 캠퍼스는 295 에이커 상당의 면적을 차지하고, 약 60개의 건물을 포함한다. 또한 캠퍼스는 500종이 넘는 나무를 포함하기도 한다.

## 구성

### 학부와 대학원
오리건 대학교는 8개의 대학과 대학원으로 이루어져 있다.

#### 건축예술대학 건축예술대학원
오리건 대학교 건축예술대학원(School of Architecture and Allied Arts)은 1914년 엘리스 F. 로렌스에 의해 설립되었다. 대학/대학원은 건축과 예술 분야에서 학사 과정과 대학원 과정을 지원한다. 또한 대학원은 포틀랜드에서 건축, 디지털 예술, 상품 디자인 과정을 지원한다. 대학/대학원은 오리건 주에서 유일하게 인정받은 학위를 제공한다. 미국건축교육인증원은 5년 과정의 학사와 석사과정을 인정한다.

#### 문리대학 문리대학원
오리건 대학교의 문리대학(College of Arts and Sciences, CAS)은 총 45개의 전공분야를 포함하고 있다.

#### 경영대학 경영대학원

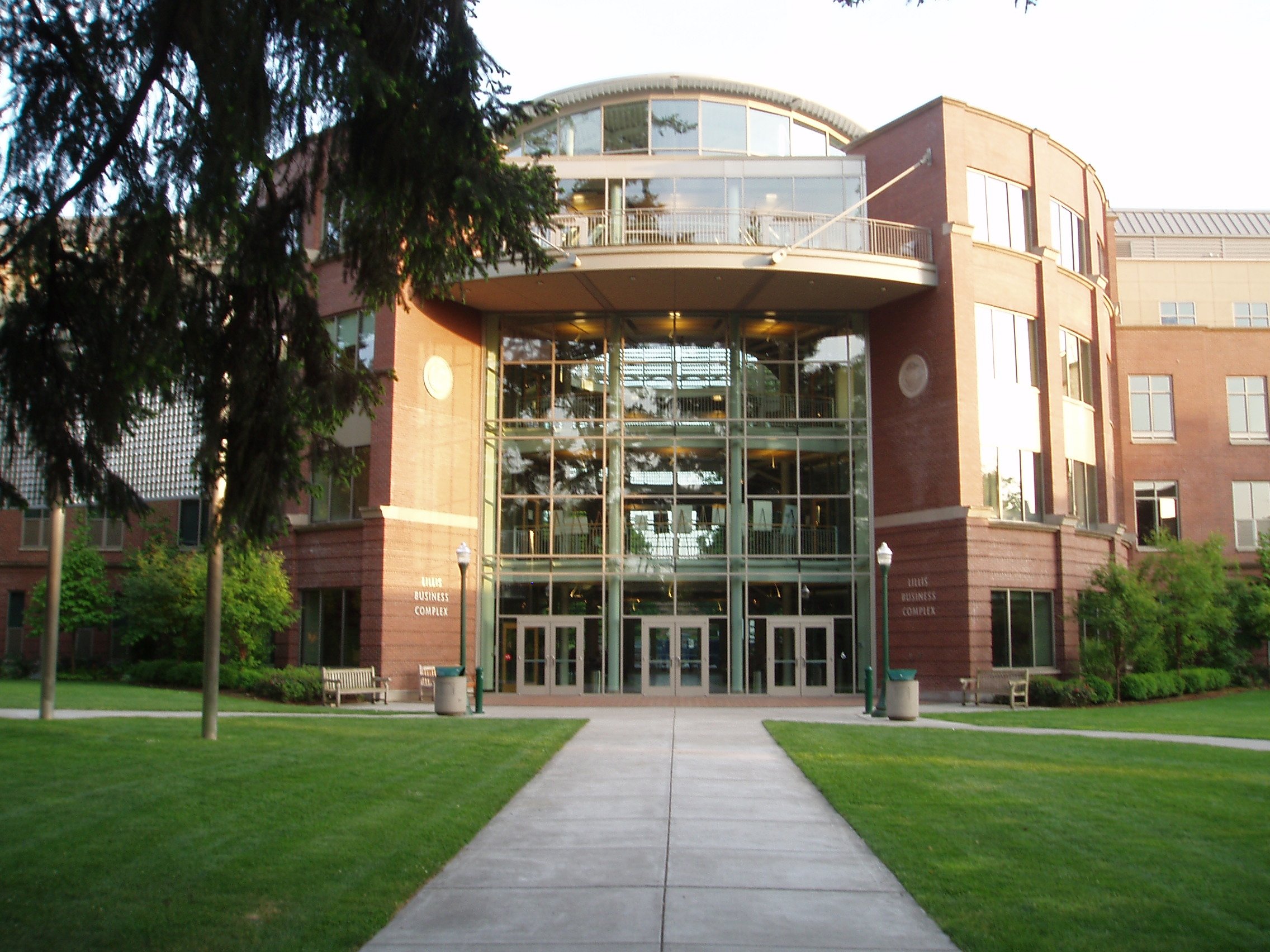
북쪽 정면, 릴리스 비지니스 컴플렉스

찰스룬드퀴스트 경영대학/대학원(Charles H. Lundquist College of Business)은 1884년에 설립되어 경영, 마케팅, 회계학 등의 분야에서 학위를 제공하고 있다. 또한 대학/대학원은 오리건 대학 투자그룹과 바르샤바 스포츠 마케팅 센터를 포함하고 있는데, 바르샤바 스포츠 마케팅 센터의 경우 최초로 스포츠 마케팅 MBA 과정을 개설했다. 대학원의 스포츠 마케팅 MBA 과정의 경우 미국내 최고로 꼽힌다. 경영대학/대학원은 릴리스 비지니스 컴플렉스에 위치하고 있다.

#### 교육대학 교육대학원
교육대학/대학원(College of Education)은 1896년 철학 과정의 일부로 시작하여 1900년 잠시 문리대학의 일부가 되었다가, 1910년 독립하였다. 1908년, 교육대학/대학원은 Northwest Commission on Colleges and Universities 에 의해 인정받았다. 교육대학원의 경우 2009년 US 뉴스 랭킹에 의해 미국내에서 4위, 공립대학교 중에서는 1위로 꼽혔다.

#### 언론대학 언론대학원
오리건 대학교 언론대학/대학원(School of Journalism and Communication)은 미국 내에서 가장 오래된 언론학 과정중 하나이다. 1912년 처음 설립되고 1916년에 독립대학/대학원이 되어, 1916년 Accrediting Council for Education in Journalism and Mass Communication 에 의해 인정받았다. 오리건 대학 출신자로써 퓰리처상을 받은 9명중 8명이 언론대학/대학원을 졸업했다.

#### 법학대학원
오리건 대학교 법학대학원(School of Law)은 1884년에 포틀랜드에 설립되어 1915년 유진으로 옮겨졌다. 대학원은 1919년 미국법과대학협회에 가입되었고, 1923년 미국변호사협회에 의해 인정받았다.

#### 음악무용대학 음악무용대학원
음악무용대학/대학원(School of Music and Dance)은 1886년 음악학부로써 출발하여 1900년 음악대학이 되었다. 1928년 미국음대협회에 가입하였다. 음악무용대학/대학원은 20개가 넘는 앙상블을 보유하고 있으며, 1년에 약 200개의 공연을 행한다.

#### 우등대학
클라크 우등대학(Robert D. Clark Honors College)은 작은 규모의 보조 대학으로써, 다른 대학의 우수한 학생을 선발해 작은 규모의 특화수업을 지원한다. 2005년 입학생의 경우 고등학교에서 평균 3.93의 학점을 받았고, 평균 1355점의 SAT 점수(1600점 만점 기준)를 받았다.

## 갤러리

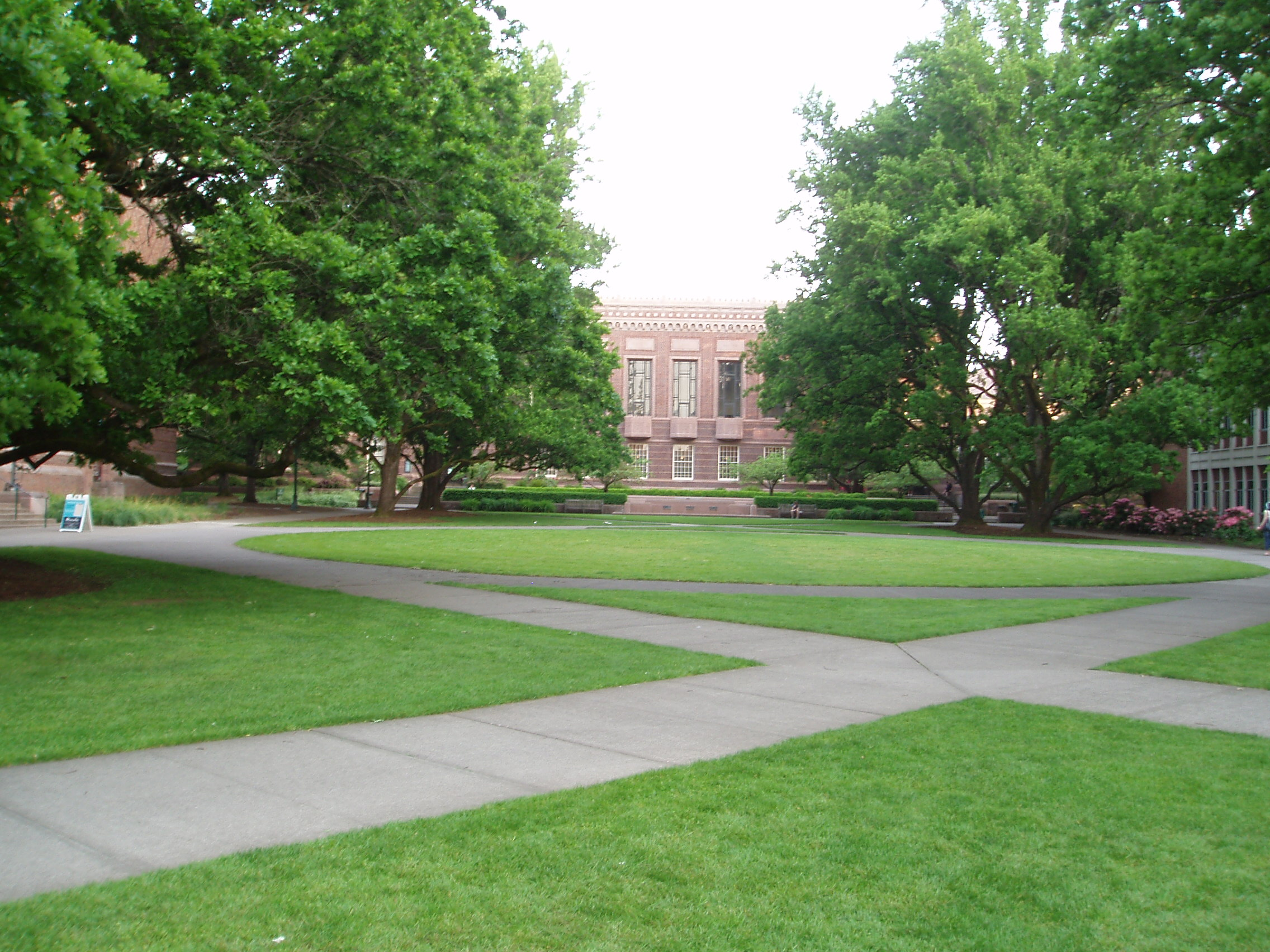
대학 캠퍼스 전경
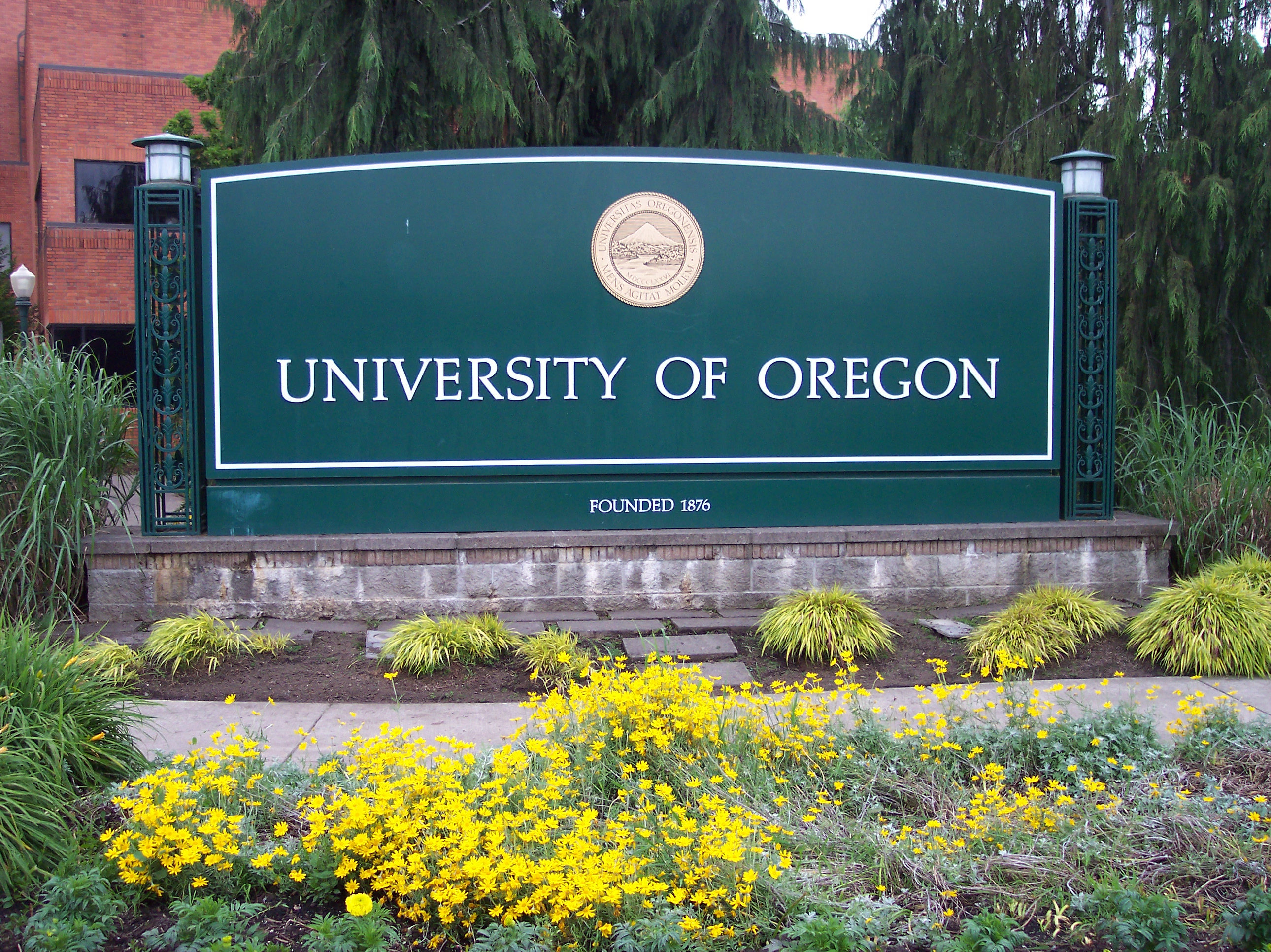
UO 싸인
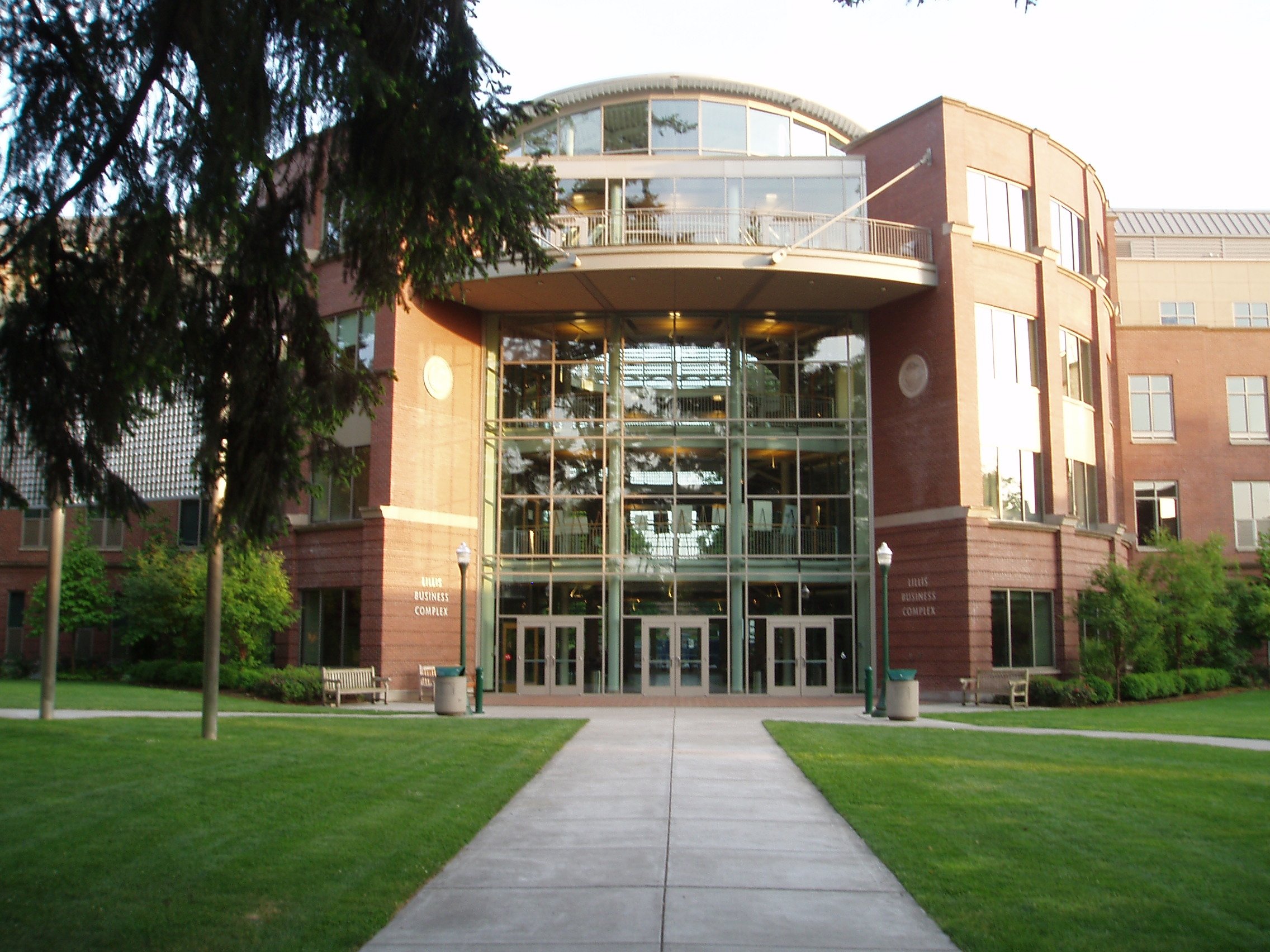
북쪽 정면, 릴리스 비지니스 컴플렉스
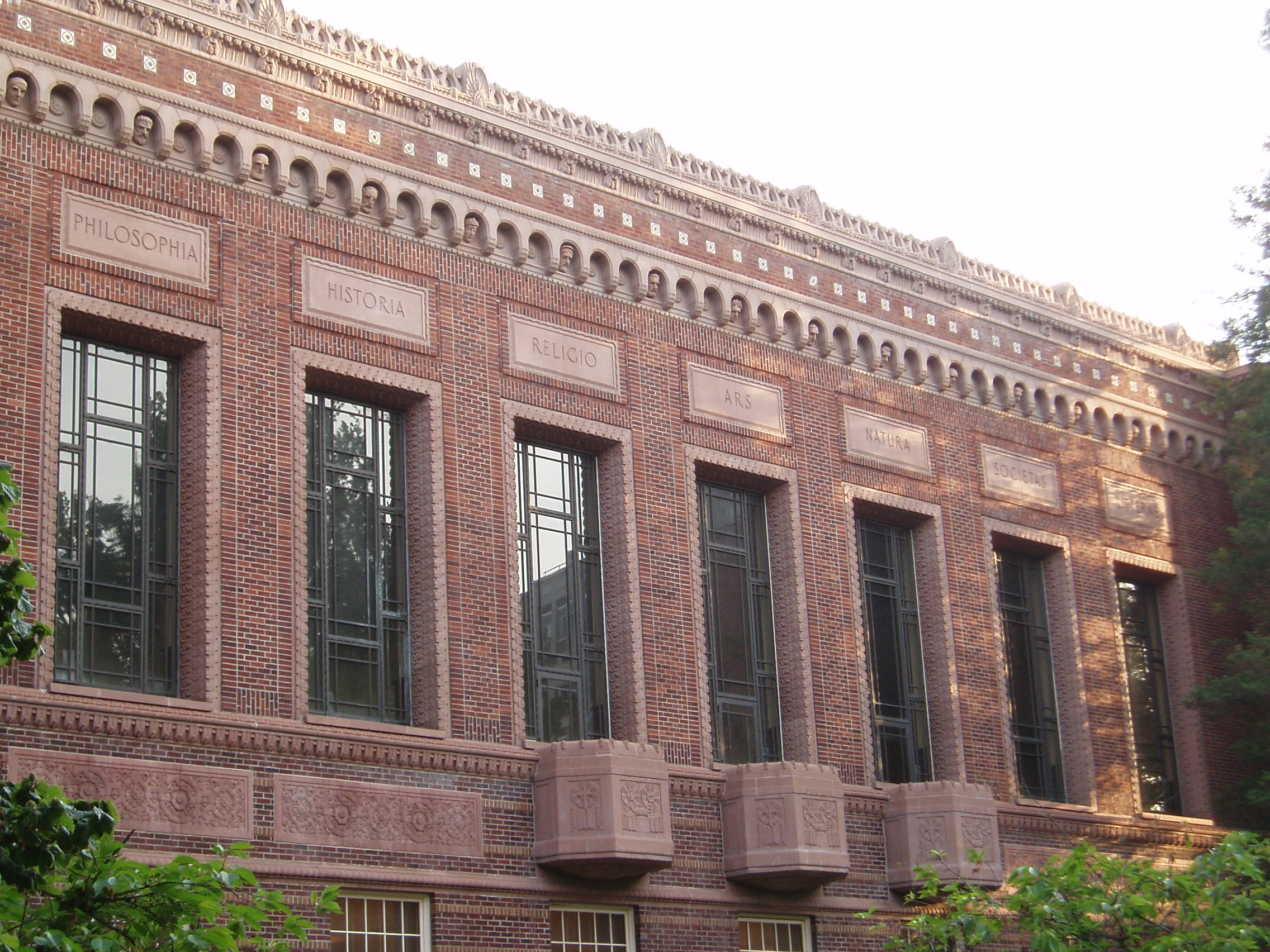
북쪽 정면, 나이트 도서관
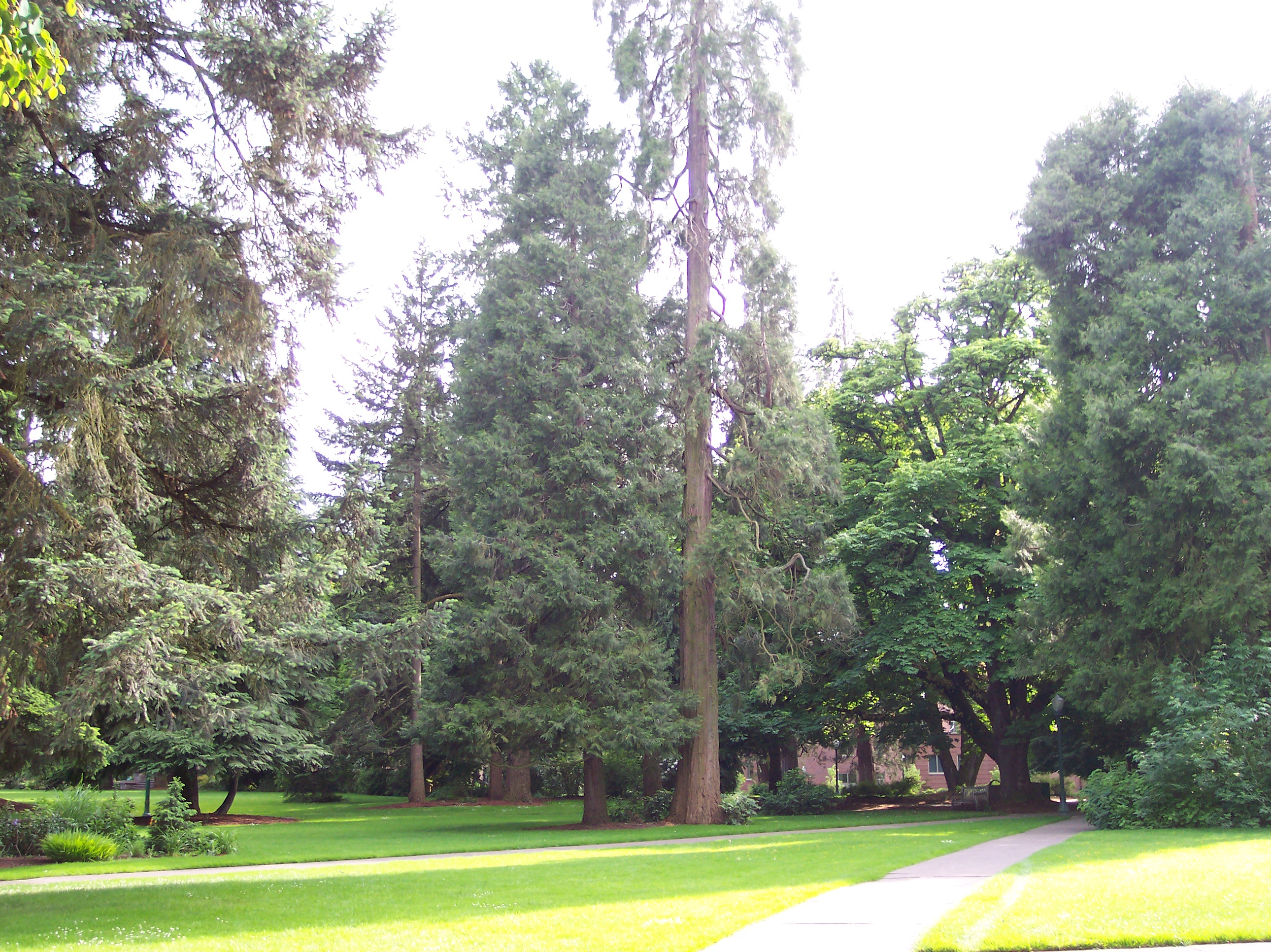
캠퍼스 전경.
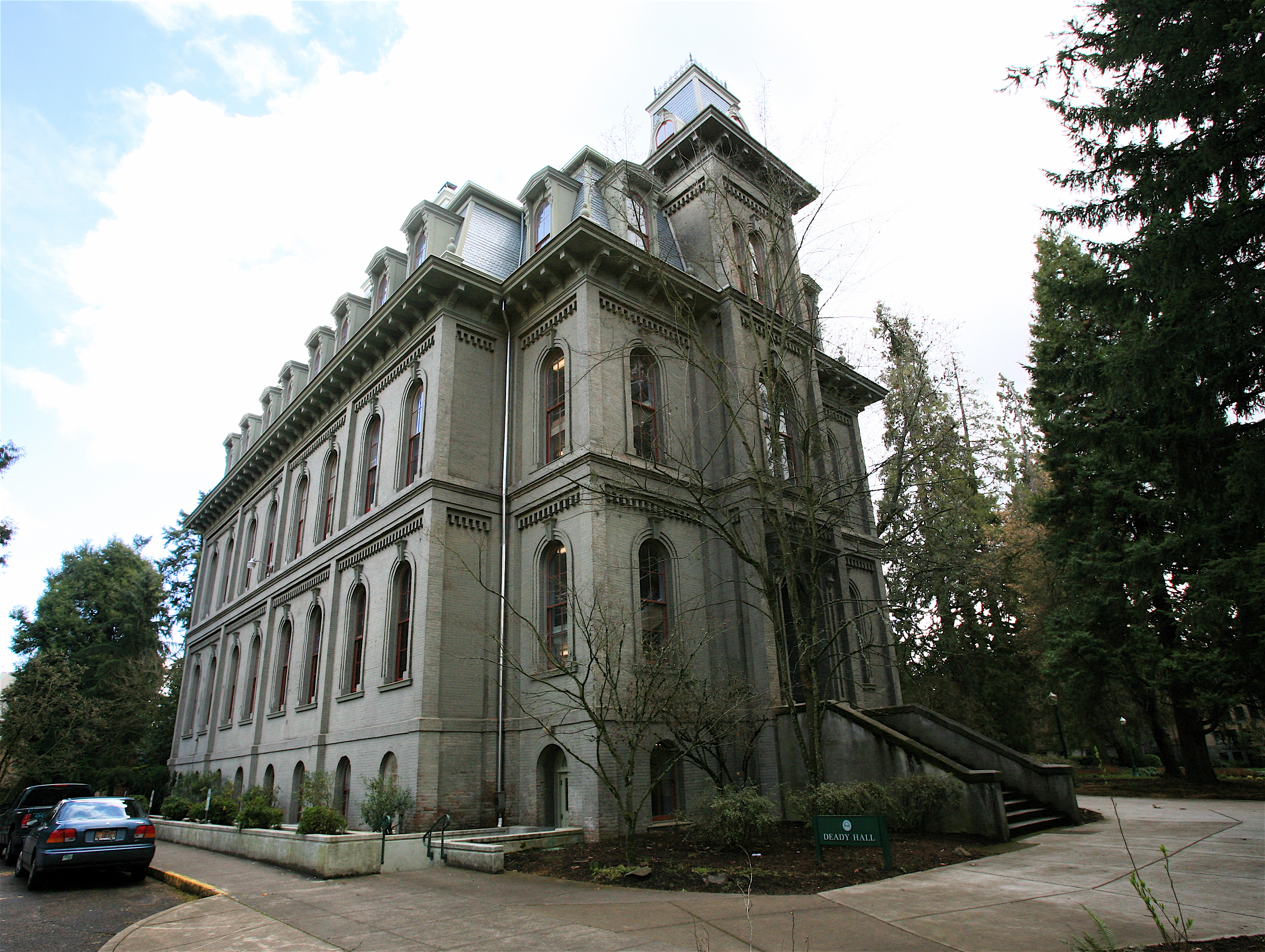
디디 홀
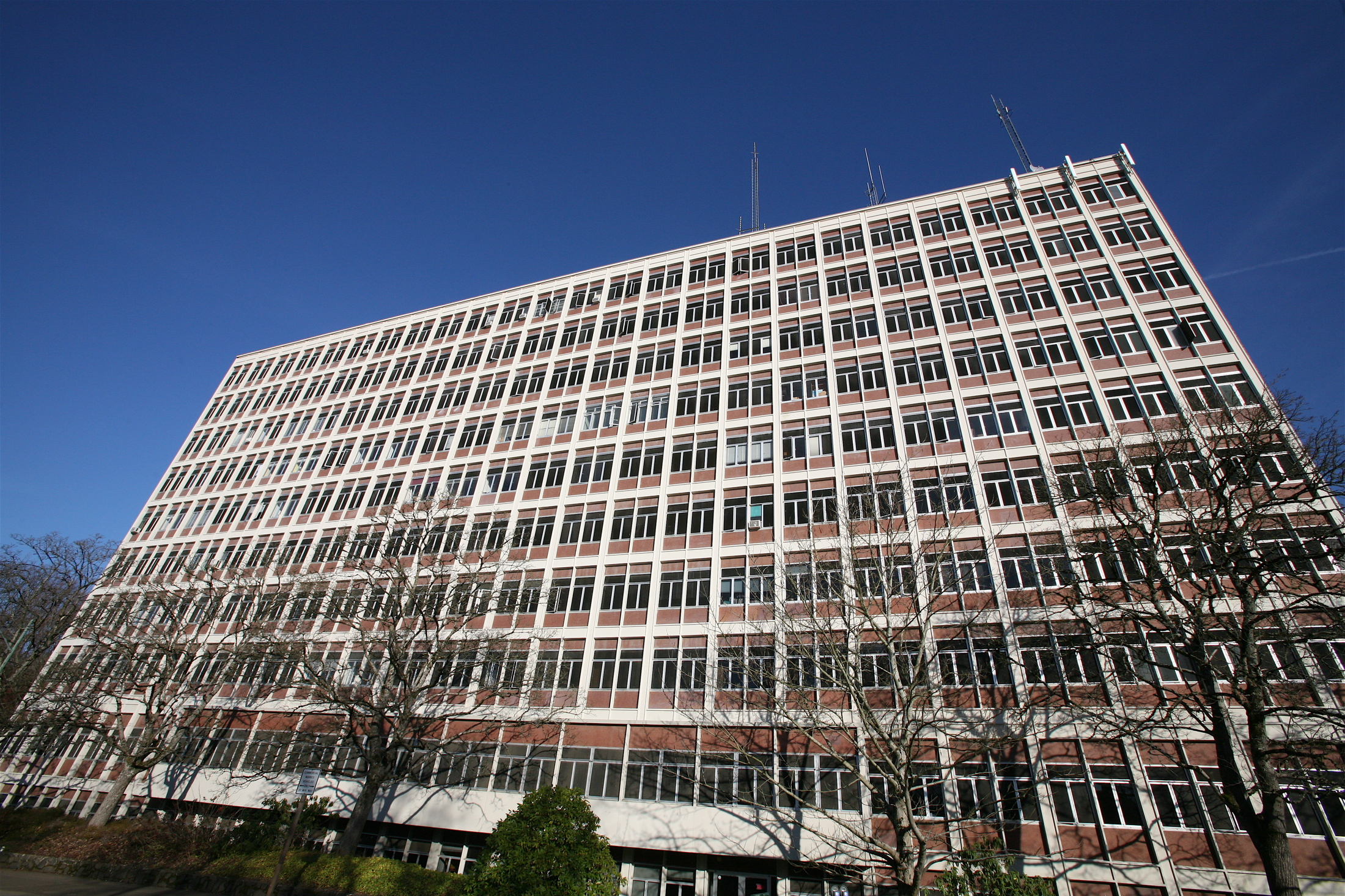
프린스 루시엔 캠벨 홀
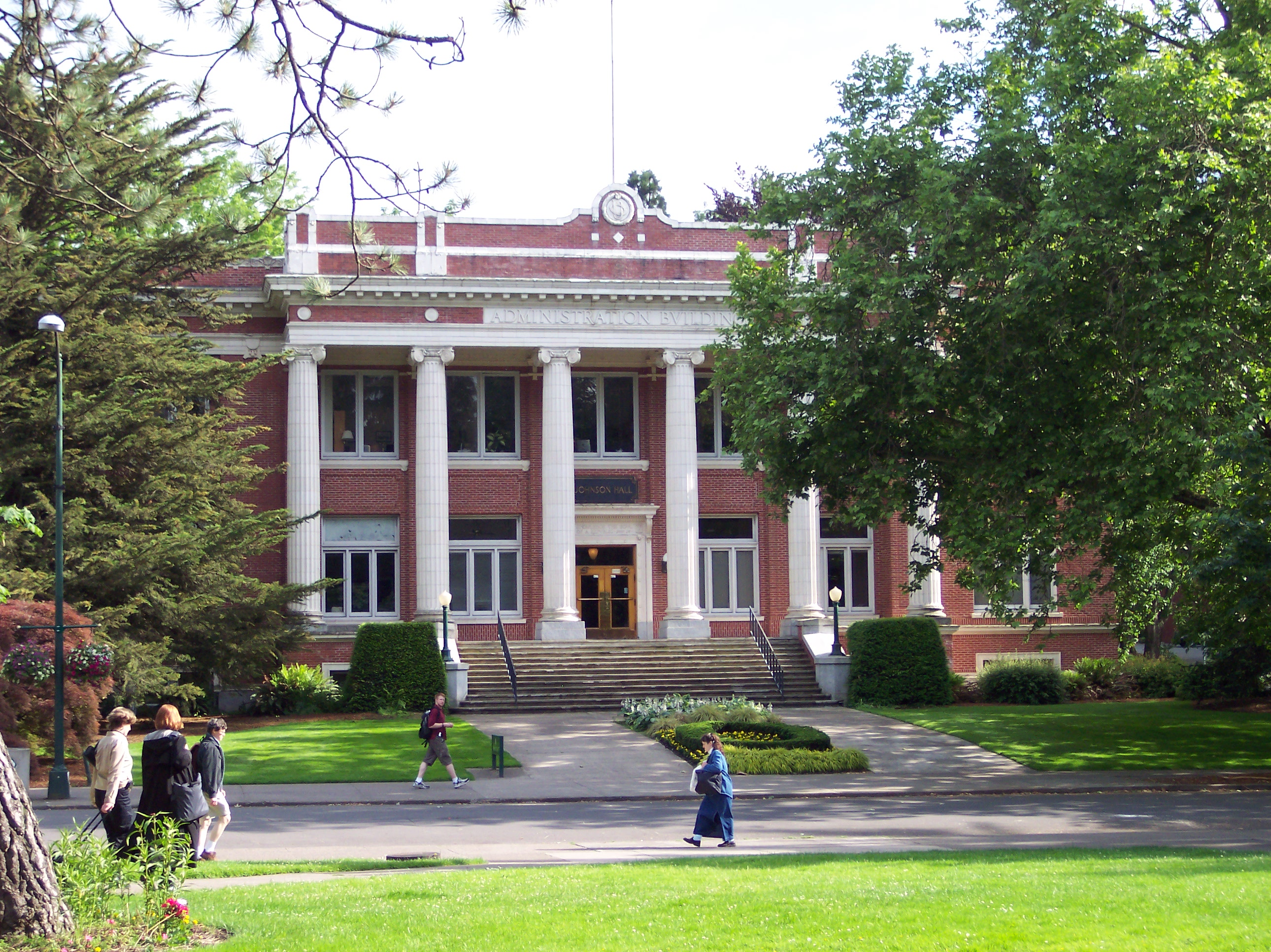
존슨 홀

## 참고 문헌
1. ↑  “University of Oregon: A Brief History”. 2009년 3월 11일에 원본 문서에서 보존된 문서. 2009년 8월 23일에 확인함.
2. ↑  “125th Anniversary: History of the University of Oregon; University Boom”. 2011년 7월 20일에 원본 문서에서 보존된 문서. 2011년 9월 3일에 확인함.
3. ↑  “University of Oregon News Releases”. 2009년 2월 14일에 원본 문서에서 보존된 문서. 2010년 5월 30일에 확인함.
4. ↑  Wylie, Ian (2010년 2월 8일). “Smaller schools learn to play to their strengths”. Financial Times UK. 2010년 2월 8일에 확인함.
5. ↑  “Warsaw Sports Marketing Center:: About Us”. 2009년 3월 12일에 원본 문서에서 보존된 문서. 2011년 9월 3일에 확인함.
6. ↑  “University of Oregon, College of Education: :”. 2010년 6월 12일에 원본 문서에서 보존된 문서. 2010년 5월 30일에 확인함.
7. ↑  Kellner, Angela (2009년 4월 23일). “University Of Oregon Grad Schools Rank High”. OPB News. 2009년 4월 24일에 확인함. [깨진 링크(과거 내용 찾기)]
8. ↑  “UO School of Journalism ~ About the SOJC”. 2007년 12월 12일에 원본 문서에서 보존된 문서. 2010년 5월 30일에 확인함.
9. ↑  “Accrediting Council on Education in Journalism and Mass Communications ~ List of Accredited Programs”. 2014년 7월 26일에 원본 문서에서 보존된 문서. 2012년 3월 4일에 확인함.
10. ↑  “Campaign Oregon ~School of Journalism: Great Beginnings”.
11. ↑  “History - University of Oregon”. 2009년 2월 14일에 원본 문서에서 보존된 문서. 2008년 2월 29일에 확인함.
12. ↑  “Oregon Law :: Student Life”. 2007년 11월 3일에 원본 문서에서 보존된 문서. 2010년 5월 30일에 확인함.
13. ↑  “University of Oregon School of Music and Dance: About Us”. 2010년 3월 17일에 원본 문서에서 보존된 문서. 2010년 5월 30일에 확인함.

## 같이 보기
- 진보네트워크기술센터(Advanced Network Technology Center)
  - 라우트 뷰스(영어판)